# Lúky (okres Púchov)
Lúky (maďarsky Alsórétfalu, do roku 1907 Lúki) jsou obec na Slovensku v okrese Púchov. Žije zde 924 obyvatel. 

## Poloha
Obec se nachází v Trenčínském kraji, na rozhraní Bílých Karpat a Javorníků, v údolí řeky Biela voda, 12 km severozápadním směrem od okresního města Púchov a 8 km východním směrem od hraničního přechodu s Českou republikou.

## Dějiny
První písemná zmínka o Lúkách pochází z roku 1471 v listině krále Matyáše Korvína, kterou daroval za vojenské zásluhy v bojích proti Turkům Lednické panství, kam patřily vesnice v údolích Lednice a Bílé vody, Felixovi Šťastnému a Petrovi Hnedému. Jejich název byl tehdy Lúčky a Velké Lúčky (LWCHKY, WELYKE LWCHKY). Z 15. století také pochází římskokatolický kostel sv. Bartoloměje. Obcí prošli Turci ještě jednou v roce 1663. Z Púchovské doliny odvlekli do otroctví okolo tisíce obyvatel. V květnu 1937 byla slavnostně otevřena železniční zastávka Lúky pod Makytou na trati M. R. Štefánika Púchov – Horní Lideč.